# Kūtānābād
Kūtānābād (persiska: کوتان آباد) är en ort i Iran.   Den ligger i provinsen Västazarbaijan, i den nordvästra delen av landet, 700 km väster om huvudstaden Teheran. Kūtānābād ligger 2 166 meter över havet och antalet invånare är 549.
Terrängen runt Kūtānābād är lite bergig.Runt Kūtānābād är det ganska tätbefolkat, med 56 invånare per kvadratkilometer. Närmaste större samhälle är Berūshkhvārān, 16,7 km söder om Kūtānābād. Trakten runt Kūtānābād består i huvudsak av gräsmarker.